# Patrice Martinez
Patrice Martinez (ur. 12 czerwca 1963 w Albuquerque, zm. 24 grudnia 2018 w Burbank) – amerykańska aktorka teatralna, telewizyjna i filmowa.

## Filmografia
- 1998: The Effects of Magic jako Beatrice
- 1998: Powrót Winnetou (Winnetous Rückkehr) (TV) jako Kish-Kao-Ko
- 1990: Zorro (serial TV 1990 - 1993) jako Victoria Escalante / Doña Maria Costanza Arellaga
- 1988: Sok z żuka (Beetle Juice) jako recepcjonistka
- 1987: Spacerując po Księżycu (A Walk on the Moon) jako India
- 1987: Gunsmoke: Powrót do Dodge (Gunsmoke: Return to Dodge) jako Bright Water, córka Jake’a Flagga
- 1986: Trzej amigos (¡Three Amigos!) jako Carmen[2]